# サクベ

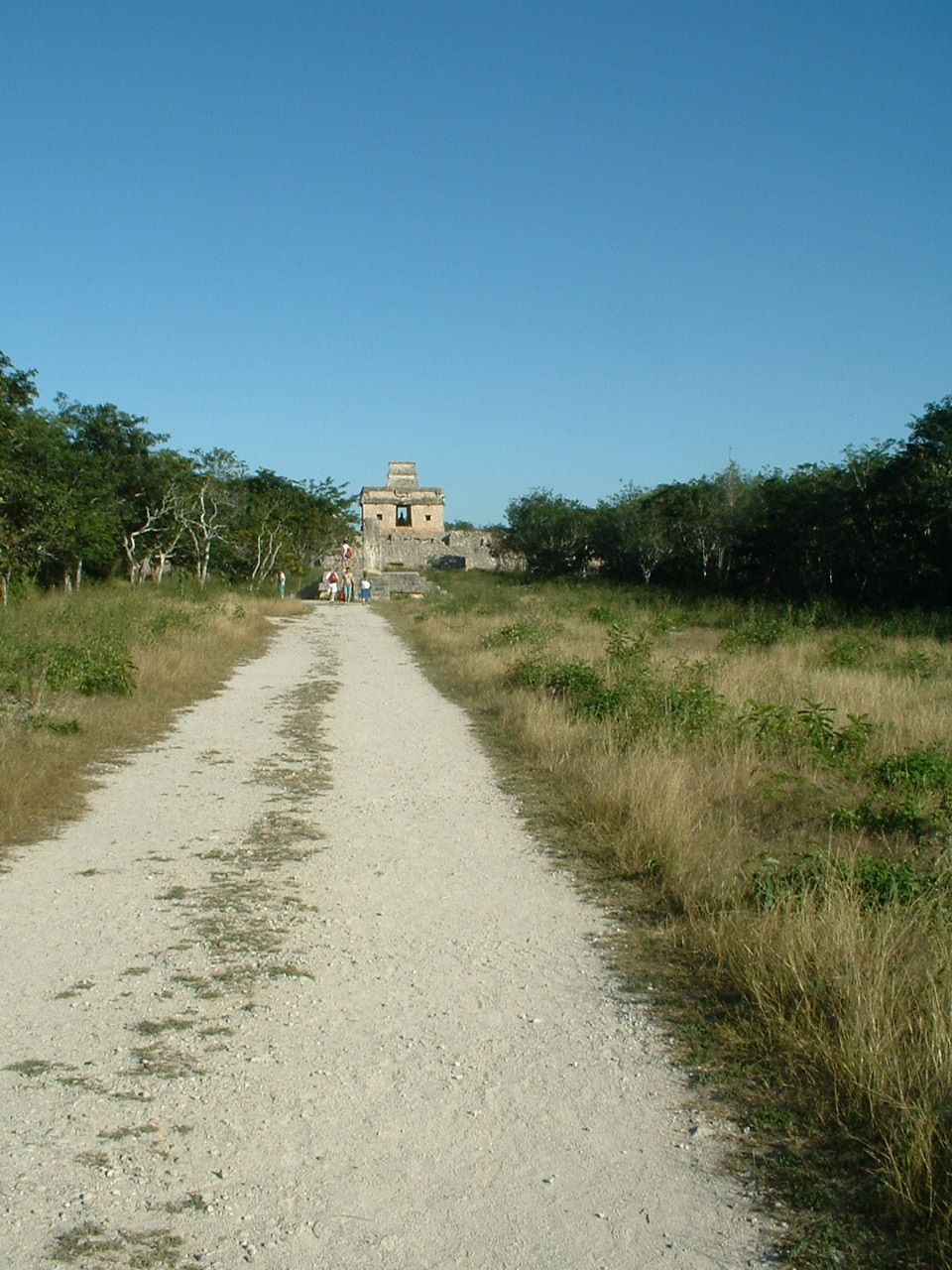
ユカタン州ジビルチャルトゥンのサクベ

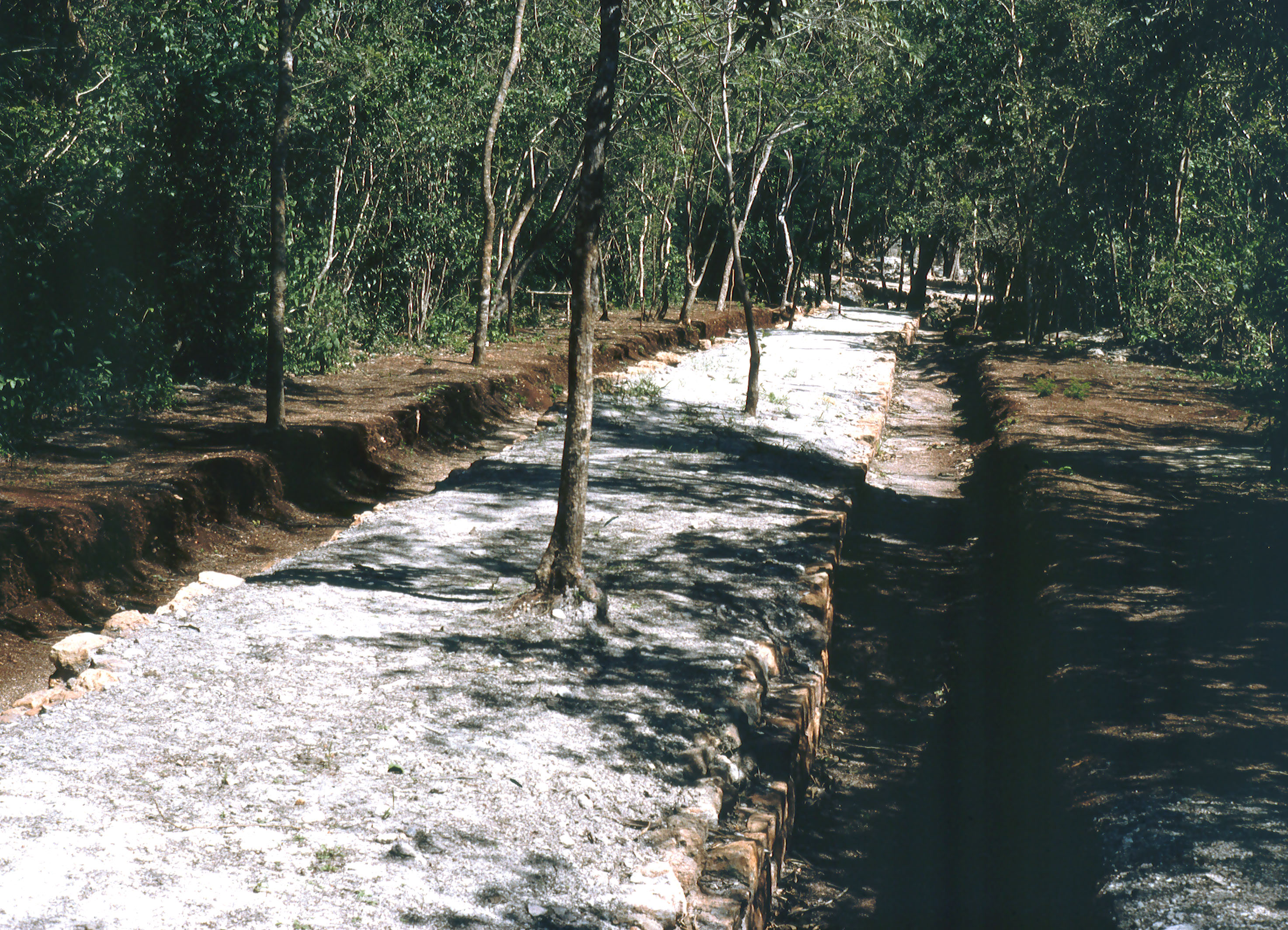
チチェン・イッツァ、サクベ6の跡

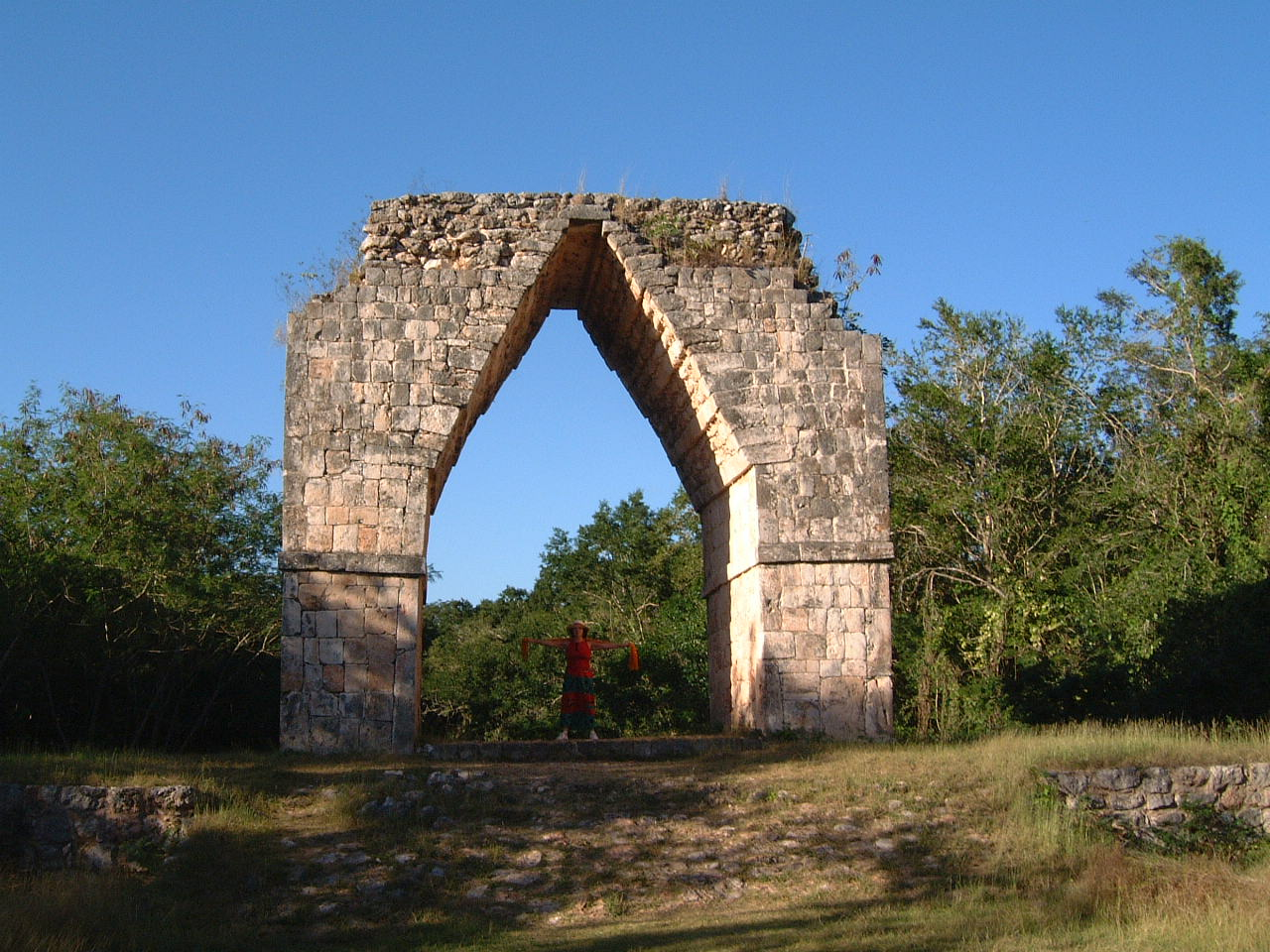
カバーのサクベの終点に立つアーチ

サクベ（sacbe、複数形 sacbeob サクベオブ）とは、先コロンブス期のマヤ遺跡に見られる、地面より高くつくられた、石と漆喰または石灰の粉を使って舗装された直線的な堤道をいう。
サクベという言葉はユカテコ語で「白い道」を意味し、サク（白い）とベ（道）の複合語である。古代マヤでも同じ語が使われていたらしい。

## 概要
サクベは物資の輸送、歩道、儀式の行進、政治領域の維持などに利用されたと考えられている。
低地マヤは熱帯の密林の中にあり、その中を歩くのは容易ではない。とくに雨季にはほとんど旅行は不可能になる。サクベはこの問題を解決し、一年中商業・政治・軍事的な移動を可能にする。
サクベは広いところでは10メートルの道幅があり、地面から1メートルから3メートル高く作られた。現在ではその多くは埋まってしまっている。
サクベの多くはひとつの都市の中の建造物または建造物グループどうしを結んでいる。その多くは水源をひとつの端とする。チチェン・イッツァのサクベはセノーテとカスティーヨを結んでいる。
都市と別の都市を結ぶ長距離のサクベも作られた。有名なウシュマルとカバーを結ぶサクベは20キロメートルほどあり、終点にはアーチが建てられた。コバーとヤシュナを結ぶサクベは100キロメートルもある長いものだった。1990年代の研究によると、ユカタン半島西北のティホ（現在のメリダ）から東端のプエルト・モレロスに至る半島を横断するサクベが存在した可能性があり、その長さは300キロメートルに及ぶという。
サクベは形成期中期の紀元前600年-300年ごろのものがもっとも古い。ディエゴ・デ・ランダはイチュカンティホ（ティホ）とイサマルを結ぶ「非常に美しい道路」や、チチェン・イッツァのセノーテ近くの道路について言及している。